# Csizmarek Mátyás
Csizmarek (Csizmarik) Mátyás (Újpest, 1907. november 7. – Budapest, 1973. december 10.) magyar zeneszerző, újságíró, író, karnagy, hivatalnok.

## Életpályája
Szülei Csizmarik József és Szabó Rozália voltak. Az újpesti gimnáziumban érettségizett. Magánúton, illetve a bécsi konzervatóriumban zeneszerzést és karvezetést tanult. 1933–1935 között a bécsi Komische Oper karmestere volt. Hazatérése után az Antenna című rádiós hetilap újságírója volt. 1938-tól a Magyar Írás munkatársa volt. 1939–1945 között katonaként a Tábori Újság szerkesztője volt. A német megszállás idején Stollár Béla csoportjában közreműködött ellenállási röpiratok terjesztésében. 1945–1948 között a Kossuth Népe című napilap szerkesztőségének volt a tagja. 1948-tól jeleneteket, propagandaszövegeket írt a gépállomások és az alakuló termelőszövetkezetek öntevékeny csoportjainak.
Librettóihoz Volly István (A borjú, 1954), Vincze Ottó (Boci boci tarka, 1954), Bródy Tamás (Balkezes bajnok, 1955), Gyöngy Pál (Narancshéj, 1959), Fényes Szabolcs (Csintalan csillagok, 1964) írt zenét. Jeleneteket írt a Kamara Varieté és a Vidám Színpad műsoraiba, a rádió, majd a televízió részére.
1931. március 8-án Budapesten, a Ferencvárosban feleségül vette Lindenfeld Irma Gizella Máriát, akitől 1932-ben elvált. 1932. november 7-én Budapesten, a Józsefvárosban nőül vette Gonda Anna Rózát.
Sírja a Farkasréti temetőben található (7/11(7/A)-1-85/1).

## Magánélete
1941-ben, Budapesten házasságot kötött Szemere Annával.

## Színházi munkái
A Színházi Adattárban regisztrált bemutatóinak száma: szerzőként: 43.
- A borjú (1953)
- Boci-boci tarka (1953-1954)
- Bújócska (1954-1955)
- Balkezes bajnok (1955)
- Bukfenc (1955-1957)
- Bútorozott szoba kiadó (1955)
- Mazsola (1958)
- Narancshéj (1959)
- Érdekházasság (1959-1961)
- Aki jól fekszik (1959)
- Házassági alkalmazott (1960)
- Apja lánya (Görbeháti perpatvar) (1961-1962)
- Csintalan csillagok (1964)
- Pesti álmok (1965)
- Nem élünk kolostorban (1965)
- És mi ebből a tanulság? (1966)
- Nem nálunk történt… (1966)
- Mi van a kofferban? (1966)
- Sztriptíz pesti módra (1967)
- Susu (1968)

## Művei
- A borjú (dráma, 1954)
- Bujócska (dráma, 1954)
- Bútorozott szoba kiadó (dráma, 1955)
- Bukfenc (dráma, 1955)
- Mazsola (dráma, 1958)
- Érdekházasság (1959)
- Narancshéj (1959)

## Forgatókönyvei
- Mindenki ártatlan? (1961)
- A gyilkos a házban van (1970)